# كايو ياماغوتشي
كايو ياماغوتشي (باليابانية: 山口華楊؛ بالكانا: やまぐち かよう) هو رسام ياباني، ولد في 3 أكتوبر 1899 في كيوتو في اليابان، وتوفي في 16 مارس 1984.